# 김언수

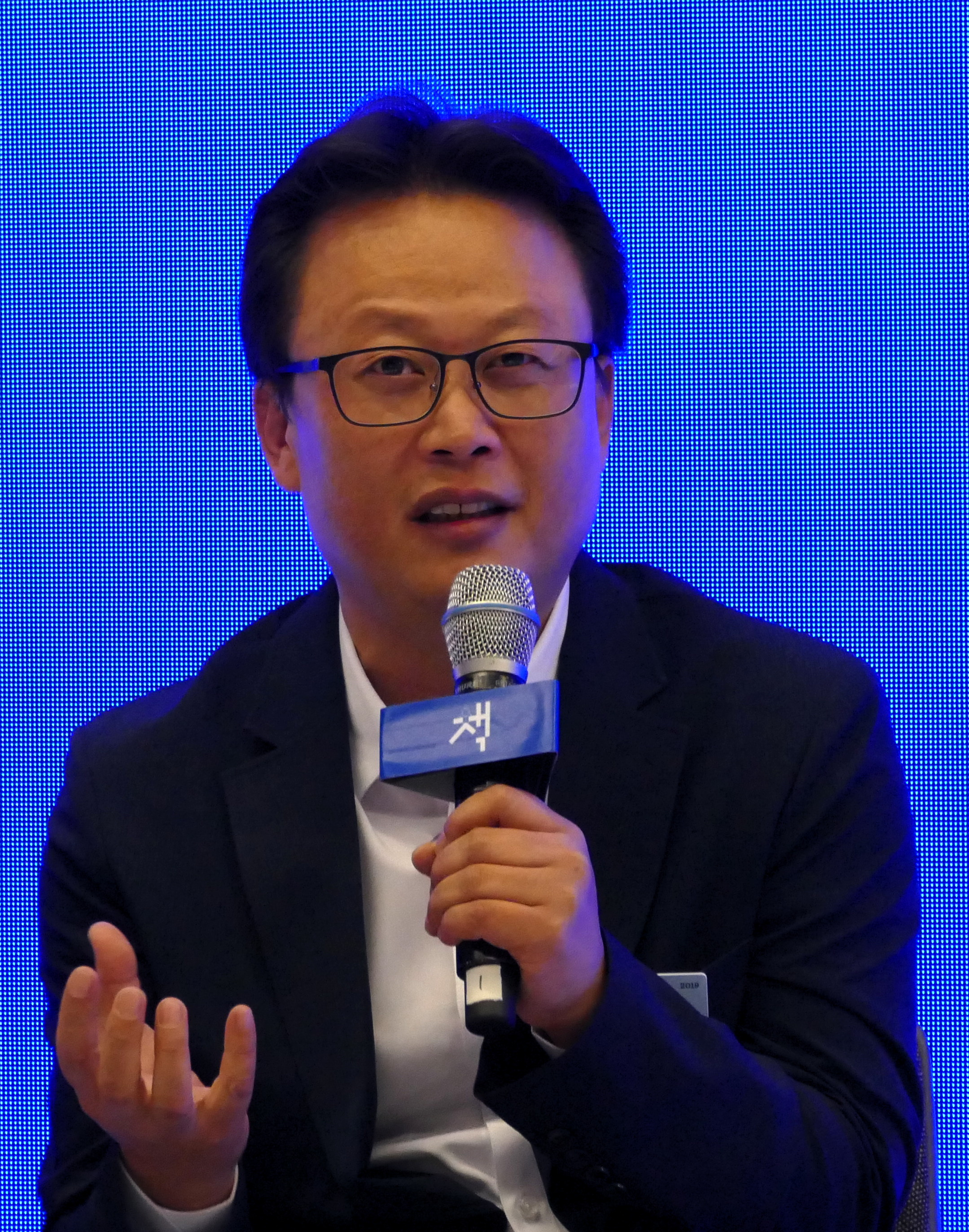
김언수 (2019)

김언수(1972년~ )는 대한민국의 소설가이다. 독일 출판사 에우로파 베를라그(Europa Verlag)에서 김언수를 ‘한국의 헨닝 망켈’이라고 불렀다. 스릴러 계열의 소설을 쓴다.

## 삶
1972년 부산광역시에서 출생했다. 경희대학교 국어국문학 학사와 석사과정을 수료했다. 2002년 진주신문 가을문예공모에 단편 <참 쉽게 배우는 글짓기 교실>과 <단발장 스트리트>가, 2003년 동아일보 신춘문예에 중편 <프라이데이와 결별하다>가 당선되어 등단했다. 2006년 첫 장편소설 《캐비닛》으로 제12회 문학동네소설상을 수상했다.
2018년에 장편 《설계자들》의 미국 판권이 억대의 계약료를 받고 1897년 설립된, 명문 더블데이 출판사에 팔렸다. 가디언의 인터넷판은 독일 출판사 에우로파 베를라그(Europa Verlag)가 김언수를 ‘한국의 헨닝 망켈’이라고 명명한 가운데, 영국과 체코·터키 출판사가 《설계자들》의 판권 입찰에 참가했고, 국제적 영화사들이 소설의 영화 판권을 두고 전쟁을 벌이고 있다고 보도했다. 헨닝 망켈은 스웨덴의 전설적인 스릴러 작가다. 기사의 “새로운 스칸디나비아 누아르? 한국 작가들이 스릴러 장르를 재발명하고 있다”라는 제목은 유럽 출판사들의 뜨거운 반응을 보여준다. 미국 외에도 영국과 핀란드 등 20개국에 판권이 팔렸다.
2018년 프랑스에 한국문학 바람을 일으키고 있다. 10월 출간한 단편소설집 《잽》(Jab!)이 《설계자들》에 이어 또 한번 현지의 호평을 이끌어냈다. 표제작인 〈잽〉을 비롯해 〈꽃을 말리는 건, 우리가 하찮아졌기 때문이다〉 등 총 6편의 단편을 통해 다양한 인간상을 재치있게 그려냈다. 출간 이후 프랑스의 주요 일간지와 문학 매체들은 ‘현대사회의 해학이 담긴 소설집’이라 말하며 ‘짧은 분량의 이야기들에 생명을 불어넣는 작가 특유의 유머와 탁월한 재능을 발견할 수 있다’고 호평했다.

## 작품 세계
등단 이후 시대와 폭력, 운명에 천착해왔다.

### 소설집
- 《캐비닛》(문학동네,2006)ISBN 978-89-546-0259-4: 제12회 문학동네소설상 수상작.
- 《설계자들》(문학동네,2010)ISBN 978-89-546-1212-8 : 설계자들은 죽음을 설계하는 사람들을 뜻한다. 살인 청부를 받아 암살 계획을 짜는 설계자들과 이들의 의뢰를 받아 암살을 실행하는 사람들을 그린 범죄 스릴러다. 프랑스어로 번역돼 2016년 프랑스추리문학대상 후보에 올랐다.[1]
- 《30 Thirty》(작가정신,2011)ISBN 978-89-728-8405-7
- 《맨발로 글목을 돌다》(문학사상사,2011)ISBN 978-89-701-2861-0: 2011 제35회 이상문학상 작품집.

## 작가 한마디
“나는 소설이 인간에 대한 이해라고 배웠고 여전히 그렇다고 생각한다. 그리고 인간을 이해하기 위해 가장 좋은 방법은 그를 사랑하는 것이라고 믿는다. 세상을 향해 멋지게 냉소를 날리는 것이, 실험적인고 참신한 작품을 만드는 것이 아니라, 사람을 사랑하는 힘이 바로 문학이라는 것을 나는 이제야 안다.” -《설계자들》 중-
“나는 언제나 독자들에게 하고 싶은 말이 단 한 가지밖에 없다. ‘나는 이래 산다. 궁금하시면 놀러 오시라. 아니면 다른 곳에도 재미있는 삶이 많으니 그리로 가보시던가.’”

## 수상 경력
- 2002 진주신문 가을문예공모 당선
- 2003 동아일보 신춘문예 당선
- 2006 제12회 문학동네소설상 《캐비닛》